# Campeonato Africano de Atletismo de 2012 - Salto em altura feminino
A prova do salto em altura feminino do Campeonato Africano de Atletismo de 2012 foi disputada no dia 29 de junho de 2012 no Estádio Charles de Gaulle em Porto Novo,  no Benim. 

## Recordes
Antes desta competição, os recordes mundiais e do campeonato nesta prova eram os seguintes:
|                       | Nome               | Nacionalidade   | Altura   | Local       | Data                 |
| --------------------- | ------------------ | --------------- | -------- | ----------- | -------------------- |
| Recorde mundial       | Stefka Kostadinova | Bulgária        | 2m 09 cm | Roma        | 30 de agosto de 1987 |
| Recorde do campeonato | Lucienne N'Da      | Costa do Marfim | 1m 95cm  | Belle Vue   | 28 de junho de 1992  |
| Recorde do campeonato | Hestrie Cloete     | África do Sul   | 1m 95cm  | Radès       | 7 de agosto de 2002  |
| Recorde africano      | Hestrie Cloete     | África do Sul   | 2m 06cm  | Saint-Denis | 31 de agosto de 2003 |

## Medalhistas
| Ouro                | Prata            | Bronze              |
| Lissa Labiche (SEY) | Anika Smit (RSA) | Rhizlane Siba (MAR) |

## Cronograma
Todos os horários são locais (UTC+1).
| Data        | Hora  | Evento |
| ----------- | ----- | ------ |
| 29 de junho | 16:00 | Final  |

## Resultado final
| Posição           | Atleta           | Nacionalidade  | 1.60 | 1.65 | 1.70 | 1.75 | 1.80 | 1.83 | 1.86 | 1.89 | Resultados | Notas            |
| ----------------- | ---------------- | -------------- | ---- | ---- | ---- | ---- | ---- | ---- | ---- | ---- | ---------- | ---------------- |
| Medalha de ouro   | Lissa Labiche    | Seicheles      | –    | –    | –    | o    | o    | –    | o    | xxx  | 1.86       | Recorde nacional |
| Medalha de prata  | Anika Smit       | África do Sul  | –    | –    | o    | o    | o    | –    | xo   | xxx  | 1.86       |                  |
| Medalha de bronze | Rhizlane Siba    | Marrocos       | –    | o    | o    | o    | xxx  |      |      |      | 1.75       |                  |
| 4                 | Doreen Amata     | Nigéria        | –    | –    | –    | xo   | xxx  |      |      |      | 1.75       |                  |
| 5                 | Basant Ibrahim   | Egito          | o    | o    | xo   | xxo  | xxx  |      |      |      | 1.75       |                  |
| 09 !              | Lisette Kouleni  | Benim          | xxx  |      |      |      |      |      |      |      | NM         |                  |
| 09 !              | Odile Sanou      | Burquina Fasso |      |      |      |      |      |      |      |      | DNS        |                  |
| 09 !              | Selloane Tsoaeli | Lesoto         |      |      |      |      |      |      |      |      | DNS        |                  |

Legenda
| Recorde mundial       | Recorde mundial (World record)               |                       | Recorde africano                      | Recorde africano (African) |                                           | Q | Classificado por posição (Qualified) |
| Recorde do campeonato | Recorde do campeonato (Championship record)  | Recorde da América    | Recorde da América (Americas)         | q                          | Classificado por melhor tempo (Qualified) |   |                                      |
| Melhor marca do ano   | Melhor marca do ano (World leading)          | Recorde asiático      | Recorde asiático (Asian)              | DNS                        | Não largou (Did not start)                |   |                                      |
| Recorde nacional      | Recorde nacional (National record)           | Recorde europeu       | Recorde europeu (European)            | DNF                        | Não terminou (Did not finish)             |   |                                      |
| Recorde pessoal       | Recorde pessoal do atleta (Personal best)    | Recorde da Oceania    | Recorde da Oceania (Oceania)          | DSQ / DQ                   | Desclassificado (Disqualified)            |   |                                      |
| Recorde da temporada  | Recorde da temporada do atleta (Season best) | Recorde sul-americano | Recorde sul-americano (South America) | NM                         | Sem marca (No mark)                       |   |                                      |